# ميخائيل هولت (لاعب سنوكر)
ميخائيل هولت (بالإنجليزية: Michael Holt)‏ هو لاعب سنوكر بريطاني، ولد في 7 أغسطس 1978 في نوتنغهام في المملكة المتحدة.

## روابط خارجية
- ميخائيل هولت على موقع CueTracker.net (الإنجليزية)
- ميخائيل هولت على موقع بطولة العالم للسنوكر (الإنجليزية)